# Sophie Desmarets
Sophie Desmarets, nome all'anagrafe Jacqueline Yvonne Eva Desmarets (Parigi, 7 aprile 1922 – Parigi, 13 febbraio 2012), è stata un'attrice francese.

## Biografia
(Sophie Desmarets, Les mémoires de Sophie, 2002)
Figlia di Bob Desmarets, direttore del Vélodrome d'Hiver e ideatore dell'evento ciclistico Les Six jours de Paris, nel 1938, a sedici anni, viene notata da Louis Jouvet, che venne a visitare la villa di Saint-Cloud messa in vendita dai suoi genitori, proponendole di studiare per diventare attrice di teatro. Qualche mese dopo, entra a far parte della sua classe al Conservatoire e segue inoltre i corsi del Théâtre de l'Athénée avendo come insegnanti lo stesso Jouvet, Jean Meyer e Alfred Adam.
Dopo la partenza di Jouvet in America Latina, entra come allieva nella classe di Béatrix Dussane, di cui diventa ufficialmente la pupilla dopo essere stata ricevuta all'esame di ammissione al Conservatoire nell'ottobre del 1941. È iscritta parallelamente al Cours Simon. Poco dopo, a causa della guerra, è costretta a rifugiarsi a Noirterre, dove nel 1942 si sposò una prima volta con René Froissant, con la quale ha una figlia, Catherine (nata nel 1946). Ha divorziato nel 1949 per sposare l'anno successivo Jean de Baroncelli, scrittore e critico cinematografico su Le Monde e figlio del regista Jacques de Baroncelli, dal quale ha una seconda figlia, Caroline (nata nel 1951). Con il secondo matrimonio acquisisce il titolo di marchesa di Baroncelli-Javon. Nel giugno del 1944 vinse il primo premio per la commedia moderna alla competizione di uscita dal Conservatoire, e dall'anno successivo diventa una vedette del teatro di boulevard con il testo di Armand Salacrou Le soldat et la sorciere, intrattenimento storico che raccontava gli amori tumultuosi di Maurizio di Sassonia con l'attrice Justine Favart. Incarna inoltre anche personaggi di André Roussin, Marcel Mithois, e in particolare di Pierre Barillet e Jean-Pierre Grédy. L'ultima interpretazione sul palcoscenico avvenne nel 1987.
Nel cinema ottenne il suo primo ruolo nel 1940, nel film di Henri Decoin Battement de cœur. Apparsa in una sessantina di film, principalmente commedie in cui recita con Jean Poiret, Michel Serrault e Francis Blanche. Nel cinema italiano comparve in cinque pellicole: nella prima, Signori, in carrozza! (1951) interpreta Ginette, la giovane vedova parigina con la quale un controllore di vagoni letto (Aldo Fabrizi) tenta di rifarsi una seconda vita, poi ne Gli ultimi cinque minuti (1955) interpreta la duchessa Isabella Camporese, in Anonima cocottes (1960) è Madame Pfiffer, in La ragazza di mille mesi (1961) recita con Ugo Tognazzi nel ruolo di Armanzia, mentre nel 1963 è accanto a Walter Chiari in un episodio del film Le motorizzate. Nel 1962 fa parte della giuria del Festival del cinema di Cannes. Abbandona il grande schermo nel 1978, salvo rientrarci nel 1992 quando interpreta quattro film fino al 1996.
In Francia la sua popolarità è dovuta anche alla sua partecipazione, negli anni '60 e '70, ai programmi di Maritie e Gilbert Carpentier (Les Grands Enfants, Top à e Numéro un) e, su RTL, nel programma Les Grosses Têtes di Philippe Bouvard. Inoltre, sul piccolo schermo partecipa a telefilm e adattamenti di opere teatrali. Dal 1981, problemi di udito la costringono a ridurre notevolmente le sue attività professionali.
Nel 1997 riceve l'onorificenza di Commendatore dell'Ordine delle arti e delle lettere. Nel 2002 pubblicò la sua autobiografia, Les Mémoires de Sophie, pubblicata dalle Editions de Fallois, che non ha avuto una traduzione in italiano. Morì dieci anni dopo, a 89 anni. Dopo la cremazione, le sue ceneri sono sepolte nella cappella di famiglia del Cimitero di Montparnasse a Parigi. Nel 2014 il comune di Noirterre intitola a suo nome una piazza.
È menzionata come la 207° dei 480 souvenir citati da Georges Perec nel suo libro Je me souviens.

## Filmografia

### Cortometraggi
- Étoiles de demain, regia di René Guy-Grand (1942)
- Premier prix du conservatoire, regia di René Guy-Grand (1943)
- Le salon de l'Europe / Madame de Staêl, regia di Jacques de Casembroot (1965)

### Lungometraggi
- Piccola ladra (Battement de cœur), regia di Henri Decoin (1940)
- Premier rendez-vous, regia di Henri Decoin (1941)
- Des jeunes filles dans la nuit, regia di René Le Hénaff (1941)
- Seul dans la nuit, regia di Christian Stengel (1945)
- 120, rue de la Gare, regia di Jacques Daniel-Norman (1946)
- Le Capitan, regia di Robert Vernay (1946)
- Tierce à cœur, regia di Jacques de Casembroot (1947)
- Croisière pour l'inconnu, regia di Pierre Montazel (1947)
- Rocambole, regia di Jacques de Baroncelli (1947)
- Vire-vent, regia di Jean Faurez (1948)
- La Veuve et l'Innocent, regia di André Cerf (1948)
- Les souvenirs ne sont pas à vendre, regia di Robert Hennion (1948)
- La rivincita di Baccarat (La Revanche de Baccarat), regia di Jacques de Baroncelli (1948)
- Rapide de nuit, regia di Marcel Blistène (1948)
- Femme sans passé, regia di Gilles Grangier (1948)
- Arco di trionfo (The Arch of Triumph), regia di Lewis Milestone (1948)
- Le Roi, regia di Marc-Gilbert Sauvajon (1949)
- Mon ami Sainfoin, regia di Marc-Gilbert Sauvajon (1950)
- Ma pomme, regia di Marc-Gilbert Sauvajon (1950)
- Demain nous divorçons, regia di Louis Cuny (1951)
- Signori, in carrozza!, regia di Luigi Zampa (1951)
- Ma femme est formidable, regia di André Hunebelle (1951)
- Mon mari est merveilleux, regia di André Hunebelle (1952)
- Femmes de Paris, regia di Jean Boyer (1952)
- Scènes de ménage, regia di André Berthomieu (1954)
- Les Dumény, episodio di Escalier de service, regia di Carlo Rim (1954)
- Treize à table, regia di André Hunebelle (1955)
- Si Paris nous était conté, regia di Sacha Guitry (1955)
- Le Secret de sœur Angèle, regia di Léo Joannon (1955)
- Gli ultimi cinque minuti, regia di Giuseppe Amato (1955)
- Il figlio di Caroline chérie (Le Fils de Caroline chérie), regia di Jean Devaivre (1955)
- Une fille épatante, regia di Raoul André (1956)
- Princesses de Paris, episodio di Ce soir, les jupons volent, regia di Dimitri Kirsanoff (1956)
- Miss Catastrophe, regia di Dimitri Kirsanoff (1957)
- Les Trois font la paire, regia di Sacha Guitry (1957)
- Fumée blonde, regia di Robert Vernay (1957)
- Filous et compagnie, regia di Tony Saytor (1957)
- La vita a due (La vie à deux), regia di Clément Duhour (1958)
- Madame et son auto, regia di Robert Vernay (1958)
- Drôles de phénomènes, regia di Robert Vernay (1958)
- Nina, regia di Jean Boyer (1959)
- L'Adolescence, episodio di La francese e l'amore (La Française et l'Amour), regia di Jean Delannoy (1960)
- Anonima cocottes, regia di Camillo Mastrocinque (1960)
- La ragazza di mille mesi, regia di Steno (1961)
- La Famille Fenouillard, regia di Yves Robert (1961)
- La signora ci marcia, episodio di Le motorizzate, regia di Marino Girolami (1963)
- La Foire aux cancres, regia di Louis Daquin (1963)
- Confetti al pepe (Dragées au poivre), regia di Jacques Baratier (1963)
- La fortuna si chiama Lucky, episodio di L'amore e la chance (La Chance et l'amour), regia di Claude Berri (1964)
- La Tête du client, regia di Jacques Poitrenaud (1965)
- Colpo grosso a Parigi (Cent briques et des tuiles), regia di Pierre Grimblat (1965)
- Toutes folles de lui, regia di Norbert Carbonnaux (1967)
- Le désordre à vingt ans, regia di Jacques Baratier (1967) – documentario
- Un elmetto pieno di... fifa (Le Mur de l'Atlantique), regia di Marcel Camus (1970)
- La Raison du plus fou, regia di François Reichenbach (1973)
- Le Maestro, regia di Claude Vital (1976)
- Un second souffle, regia di Gérard Blain (1978)
- Les Mamies, regia di Annick Lanoë (1992)
- Pourquoi maman est dans mon lit?, regia di Patrick Malakian (1992)
- Fantôme avec chauffeur, regia di Gérard Oury (1995)
- Fallait pas !... de Gérard Jugnot (1996)

## Doppiatrici italiane
- Lydia Simoneschi in Signori, in carrozza!

## Opere
- Sophie Desmarets, Les mémoires de Sophie, Parigi, Éditions de Fallois, 2002